# Charissa obscurata
Charissa obscurata là một loài bướm đêm trong họ Geometridae.

## Hình ảnh

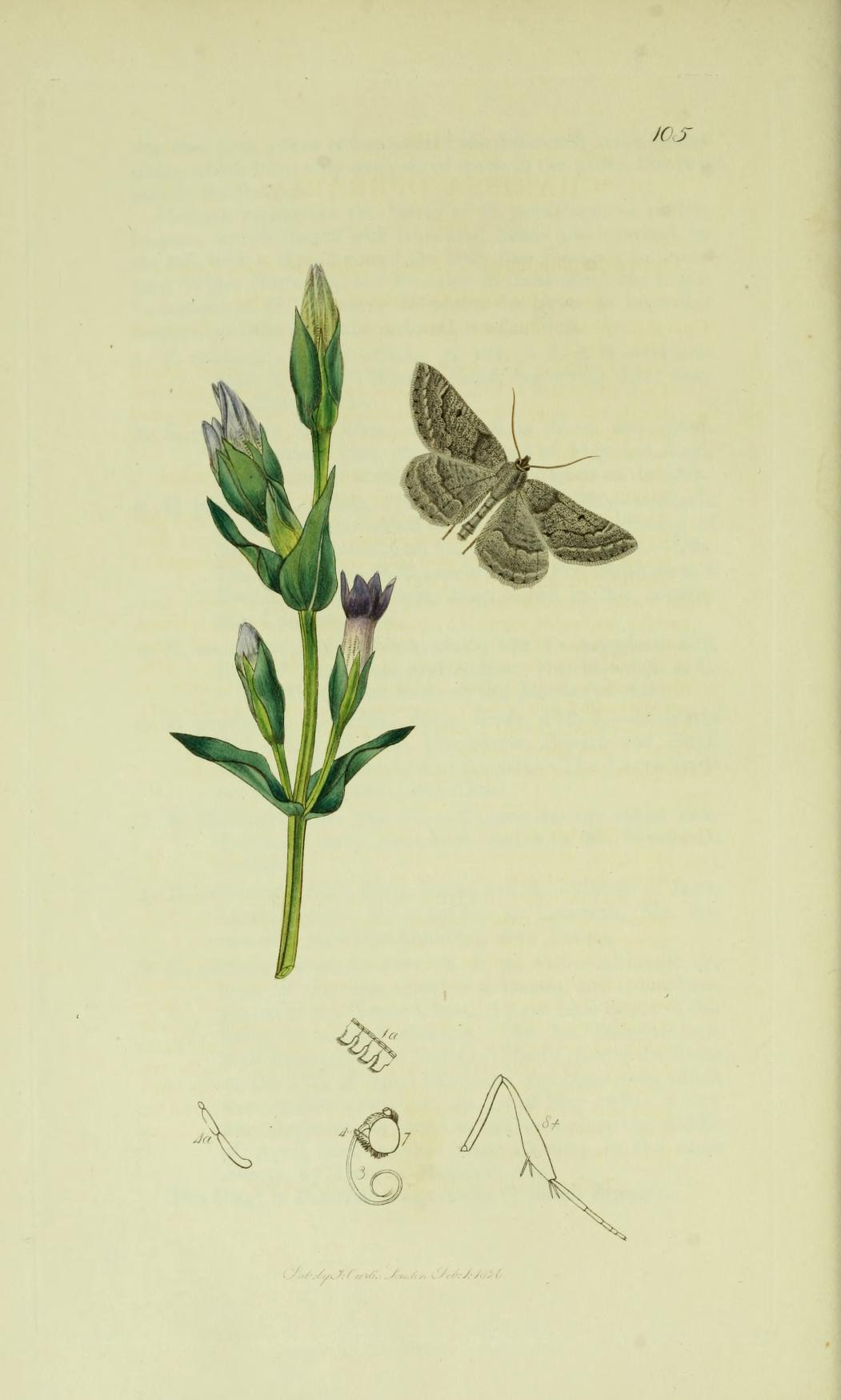
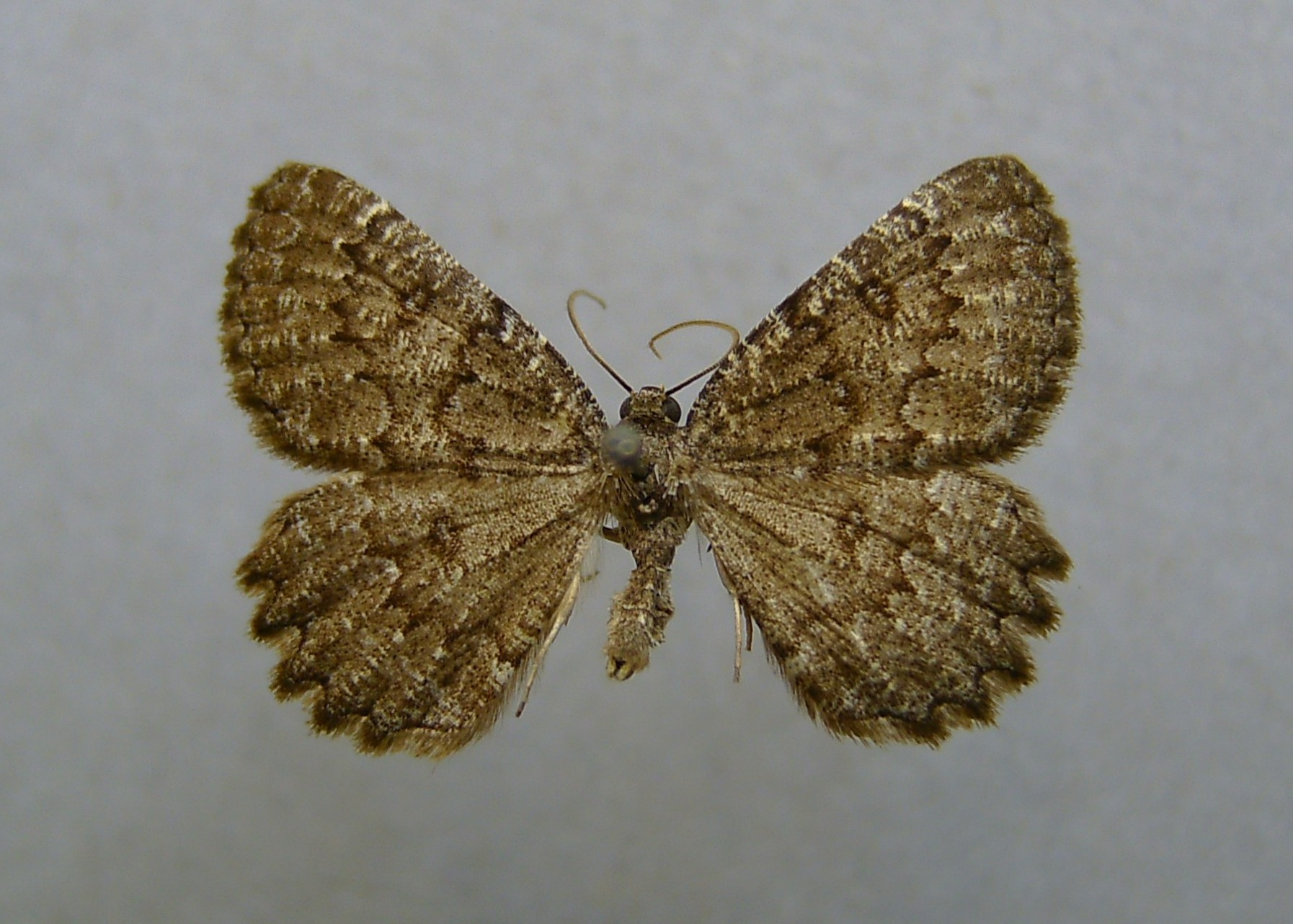
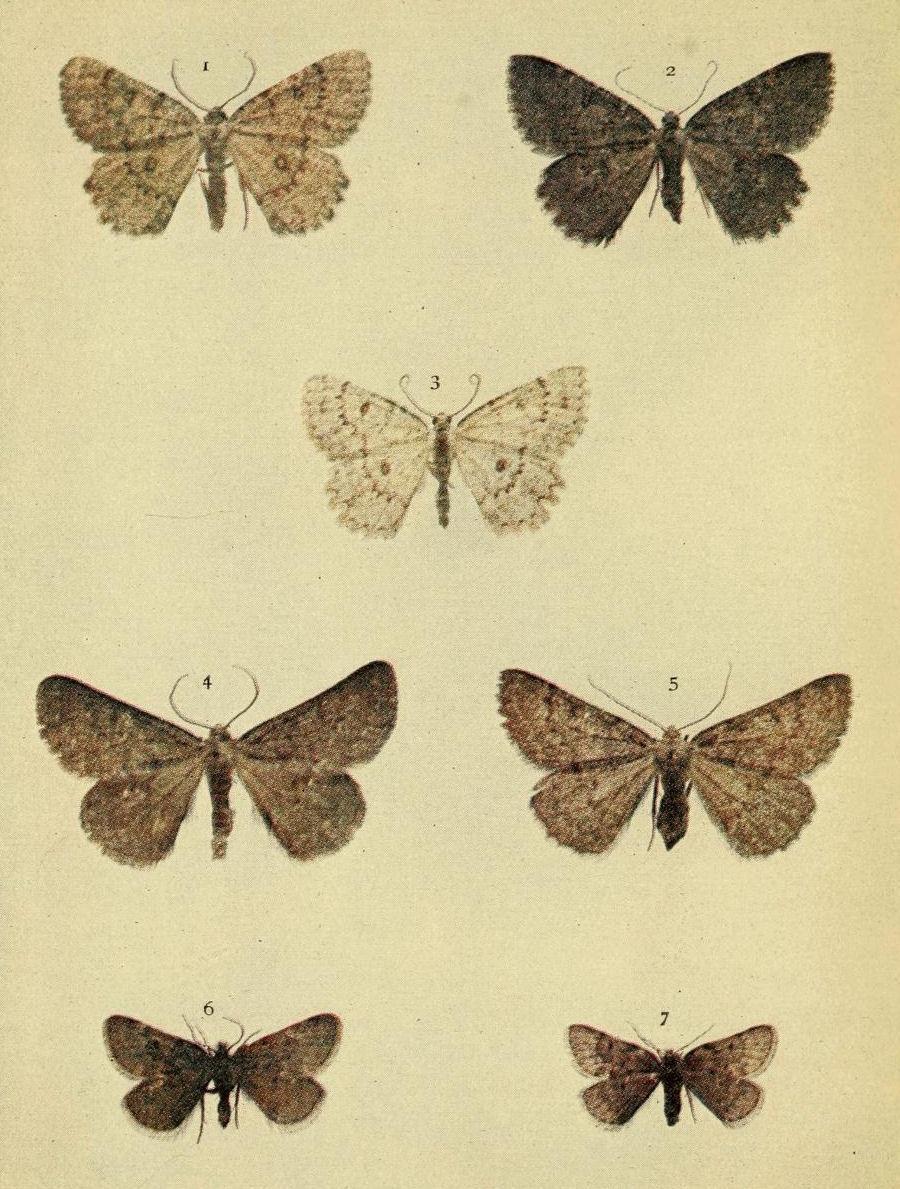
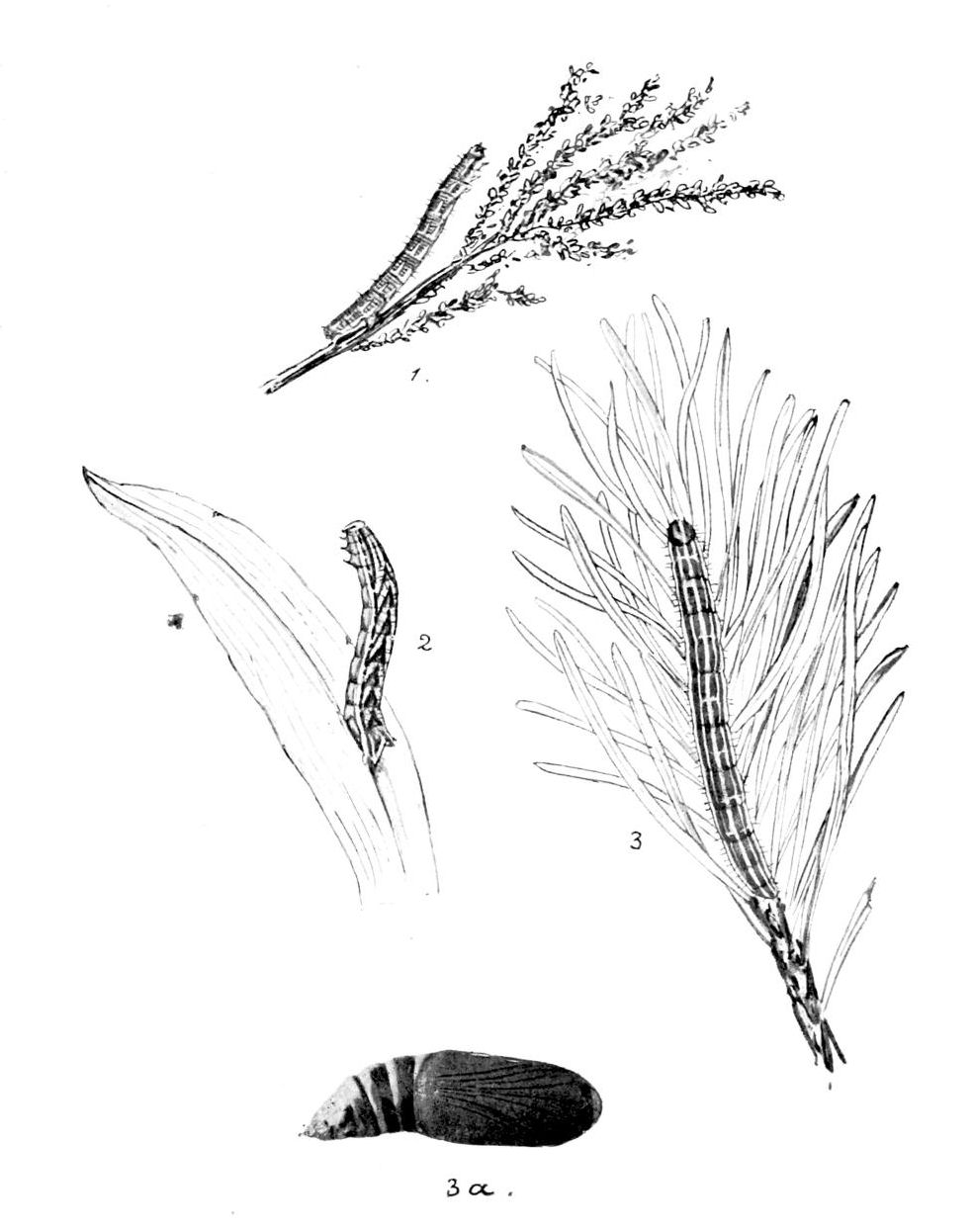